# Weglaufhaus
Ein Weglaufhaus ist ein Zufluchtsort für Menschen, die psychiatrische Behandlungen meiden wollen oder eine Alternative zur herkömmlichen psychiatrischen Behandlung suchen. In den 1970er-Jahren entstanden in den Niederlanden erste „Wegloophuizen“ durch die Gekkenbeweging (deutsch etwa ‚Verrückten-/Irren-Bewegung‘), Selbsthilfegruppen von Psychiatriepatienten und ehemaligen Psychiatriepatienten.

## Ziele
Vertreter der Antipsychiatrie behaupten, ein Kontakt mit der Psychiatrie beinhalte immer das Risiko, Opfer von körperlicher oder psychischer Gewalt zu werden und Schäden in vielerlei Hinsicht zu erleiden (z. B. durch Zwangseinweisung, Fixierung, extremen Stress, allgemeine Bevormundung, kontraproduktive Beschäftigungstherapien, sowie Zwangsbehandlung oder Zwangsmedikation mit nebenwirkungsreichen Psychopharmaka). Weglaufhäuser bieten im Rahmen des Selbsthilfegedankens alternative Methoden im Umgang mit den betroffenen Menschen an, in denen die Ideen einer nutzergetragenen Antipsychiatrie umgesetzt werden.
Ein Weglaufhaus kann demnach Zuflucht bieten für:
- psychisch kranke Menschen oder ehemalige psychiatrische Patienten, die obdachlos oder von Obdachlosigkeit bedroht sind,
- Menschen, die aus psychiatrischen Einrichtungen weglaufen (sofern nicht gerichtlich untergebracht),
- Menschen, die eine psychiatrische Behandlung brauchen, aber eine Alternative zu herkömmlichen Behandlungsmethoden suchen.

Typische Merkmale der Arbeit in einem Weglaufhaus sind:
- Verzicht auf Diagnosen,
- Verzicht auf Psychopharmaka,
- Selbstbestimmung der Bewohnerschaft,
- Betroffenenkontrolliertes Team,
- Verzicht auf Zwangsbehandlungen,
- Krisenbewältigung und Hilfe zur Selbsthilfe.

## Weglaufhäuser und Initiativen in Deutschland
Das bisher einzige deutsche Weglaufhaus, offiziell Villa Stöckle genannt, wurde nach einer Vorlaufzeit von 15 Jahren 1996 in Berlin vom Verein zum Schutz vor psychiatrischer Gewalt e.V. gegründet, der aus Mitgliedern der frühen Irren-Offensive und des Beschwerdezentrums Psychiatrie bestand. Das Haus ist zu Ehren der am 8. April 1992 gestorbenen Mit-Initiatorin Tina Stöckle benannt. Es ist dem Berliner Leistungstyp „Kriseneinrichtung“ zur Hilfe zur Überwindung besonderer sozialer Schwierigkeiten zugeordnet. Neben dem Wohnprojekt betreibt der Verein eine Informations- und Beratungsstelle und ist außerdem Träger des Einzelfallhilfe-Projekts Support, das in Berlin überbezirklich eine Krisenbetreuung zur Vermeidung von (Zwangs-)Unterbringung anbietet.
2021 wurde das Weglaufhaus im Rahmen des UN Handover Dialogues vom ehemaligen Special Rapporteur on the right to health Dainius Pūras zur neuen Mandatsträgerin Tlaleng Mofokeng vorgestellt und im anschließend veröffentlichten Diskussionspapier mit den anderen vorgestellten Projekten wie folgt bewertet: „Together they bring an emancipatory vision, cross-sector collaboration, and an empowering process for the people using their community-led services. These are the alternatives to the status quo to which the mandate can direct those in political circles.“
2022 wurde das Weglaufhaus vom Europarat als eine von drei Institutionen in Deutschland in das Kompendium Good practises in the Council of Europe to promote Voluntary Measures in Mental Health Services aufgenommen. Das Kompendium schließt mit folgender Bewertung und Aussicht für die Zukunft ab: "The compendium suggests that many contemporary coercive measures are not ‘necessary’ if there is investment in alternative practices and an explicit commitment to reduction, prevention and elimination initiatives. There is a compelling legal and moral case for mandating the introduction of such practices and providing accountability measures to ensure a broader transition to rights-based and recovery-oriented systems. It is hoped that this compendium might inform a policy framework for COE Member States and civil society to help chart the path ahead."
In Bochum hatte sich 1994 eine Weglaufhaus-Initiative Ruhrgebiet gebildet, die den Aufbau einer Einrichtung nach dem Vorbild der Villa Stöckle plante, diese Idee aber nicht sofort umsetzte. Der Verein Landesverband Psychiatrie-Erfahrener NRW etablierte schließlich 2013 in seiner Anlaufstelle in Bochum zwei Krisenzimmer, in denen regelmäßig Menschen begleitet werden. Im Juni 2005 entstand mit dem Verein Hilfe zur Selbsthilfe in seelischen Krisen Saarland eine weitere Initiative für ein Weglaufhaus in Saarbrücken.